# Gisele Bündchen
Gisele Caroline Nonnenmacher Bündchen (Horizontina, Rio Grande do Sul, Brazília, 1980. július 20.) brazil modell.

## A kezdetek
Édesanyja banki alkalmazott, édesapja egyetemi tanár, író. Bár szülei német felmenőkkel büszkélkedő brazilok, így a portugál mellett németül is folyékonyan beszélnek, Gisele nem tanulta meg a nyelvet. Ikertestvére Patrícia.
1993-ban, 13 évesen húgaival modelltanfolyamra kezdett járni. Az oktató a következő évben néhány lánnyal együtt São Paulóba vitte, hogy néhány ügynök megnézhesse őket. Ki is választották az Elit Look of The Year versenyre, ahol a 2. helyezést érte el Claudia Menezes után, majd a világversenyen 4. lett.

## Karrierje
1996-ban New Yorkba költözött, hogy elindítsa modellkarrierjét. Első munkája címlaplányként 1999-ben volt, ami a Vogue-hoz kapcsolódik. Ez év végén is címlapon volt, hiszen visszahozta a divatvilágba a szexi megjelenésű modellek korszakát a 'heroin chic' megjelenés helyett. 2000-ben 6. lett a Maxim magazin A világ 100 legszexisebb nője listáján.
Elnyerte a VH1/Vogue Model of the Year /1999/ díjat, majd 2000 januárjában ismét a Vogue címlapján szerepelt, ami meghozta neki az elismerést a 3 folyamatos Vogue címlaplányként való szereplésért.
2000 őszén az eddigi 4. modellként jelenhetett meg a Rolling Stone magazin elején – olyanok után, mint pl. Claudia Schiffer – a világ legszebb nőjének kikiáltva. Többek között szerepelt már az Elle, az Allure, a Vogue, az Arena, a GQ, a Marie Claire és az Exquire magazinokban, valamint a Time (magazin), a Vanity Fair, a Forbes magazin, a Newsweek és a Veja címlapján.
Dolgozott többek között Annie Leibovitz, Peter Lindbergh, Mario Testino, Steven Meisel, Nick Knight fotósokkal.
Olyan márkák reklámkampányának arca volt, mint a Christian Dior, Givenchy, Lanvin, Louis Vuitton vagy a Victoria’s Secret.
2006 májusában újabb több millió dolláros szerződést írt alá az Apple Inc.-nel, hogy az új Macintosh vonalat hirdesse a Get a Mac kampányban.
2007 májusában felbontotta szerződését a Victoria’s Secrettel. 2006, 2007, 2008, 2009 években a Forbes magazin a világ legjobban kereső szupermodelljének nevezte.

## Filmjei
- 2004 Amerikai taxi (film)
- 2006 Az ördög Pradát visel

## Magánélet
Korábban Leonardo di Caprióval járt. Férje Tom Brady, 2009. december 8-án született meg első közös gyermekük, Benjamin.